# Hostinka

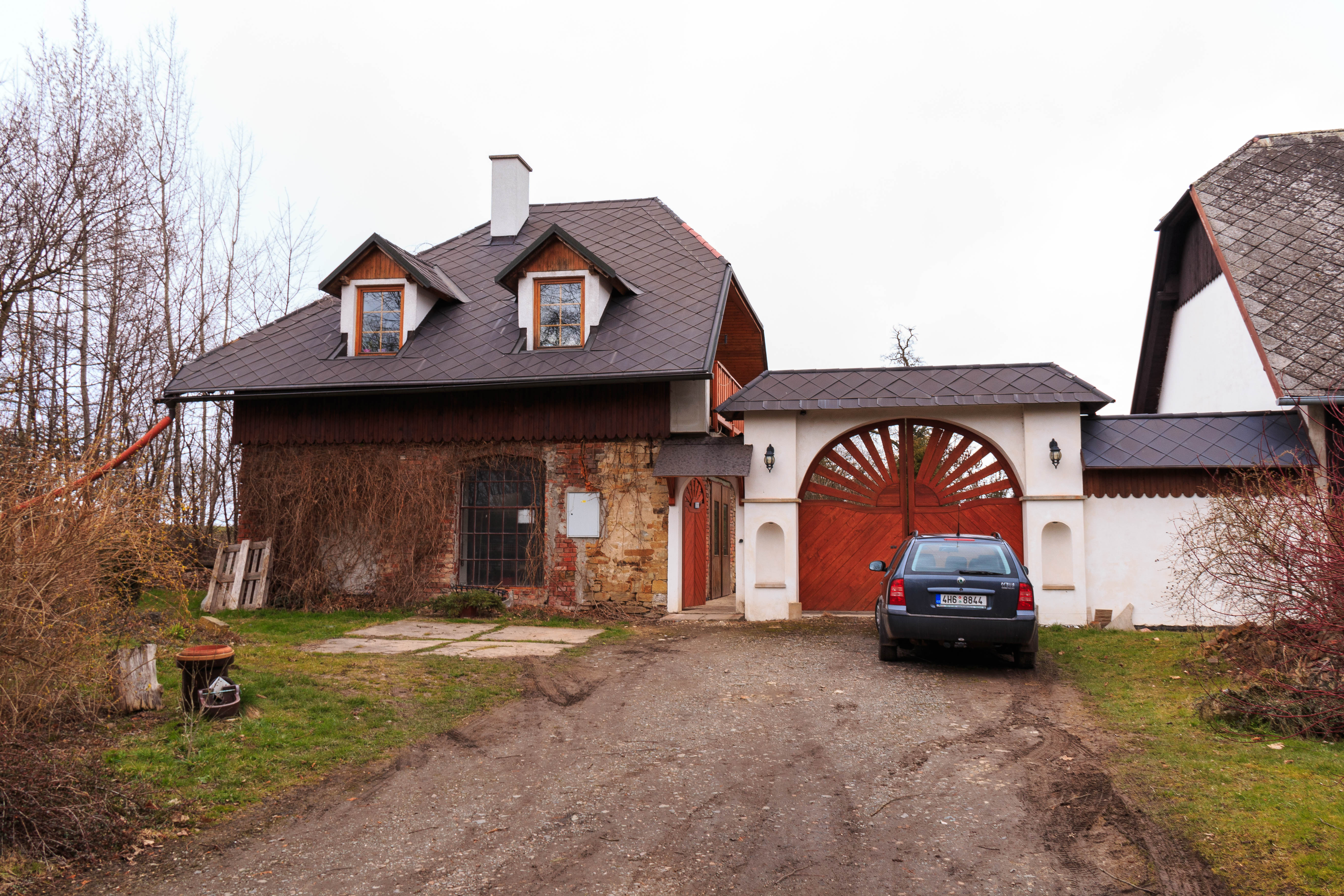
Hostinka

Hostinka (früher Hostině, auch Hostyň; deutsch Hostin) ist ein Ortsteil der Gemeinde Vestec im Okres Náchod in Tschechien.

## Geographie
Hostinka liegt zwei Kilometer westlich des rechten Ufers der Úpa (Aupa) im Bereich des Babiččino údolí (Großmuttertal). Nachbarorte sind Litoboř im Norden, Světlá und Vestec im Nordosten, Žernov im Osten, Ratibořice und Česká Skalice im Südosten, Velký Třebešov im Süden, Lhota pod Hořičkami, Miskolezy (Miskoles) und Chvalkovice im Südwesten sowie Brzice im Nordwesten.

## Geschichte
In Hostinka (Hostině / Hostýně) befand sich eine Veste, deren Lage nicht mehr bekannt ist und die im 15. Jahrhundert erlosch. Es wird vermutet, dass diese Veste Stammsitz des späteren Glatzer Burggrafen Ernst von Hostin der Ältere (Arnošt z Hostýně) war, dessen Söhne, unter ihnen der spätere Prager Erzbischofs Ernst von Pardubitz, ab den 1340er Jahren den Namenszusatz von Pardubitz (z Pardubic) verwendeten. Nachfolgende Besitzer waren nach dem Testament des Ernst von Hostin d. Ä. († 1342) die Kinder seines verstorbenen Bruders Dětrich. Bis zu ihrer Volljährigkeit standen sie unter der Vormundschaft des späteren Erzbischofs Ernst.
Vor 1540 gehörte das Gut Hostinka den ostböhmischen Vladiken Strak von Nedabilitz (Strakové z Nedabylic). 1637 wurde Hostin zusammen mit Heřmanický Dvůr, Hořičky, halb Litoboř, Mečov, Světlá und Vestec von Ottavio Piccolomini erworben, der es an seine Herrschaft Nachod anschloss, mit der es bis zur Aufhebung der Patrimonialherrschaft 1849 verbunden blieb. Für das Jahr 1836 sind 95 Einwohner belegt. Da es über kein eigenes Gotteshaus verfügte, war es nach Böhmisch Skalitz gepfarrt. 1850 wurde es dem Bezirk Náchod eingegliedert.
Im Jahre 1991 hatte Hostinka acht Einwohner. 2001 bestand der Ort aus zehn Wohnhäusern, in denen 18 Menschen lebten. Insgesamt besteht Hostinka aus zwölf Häusern. Hostinka ist ein Teil des Katastralbezirkes Vestec u Hořiček.